# Крошинский (герб)
Крошинский (пол. Kroszynski) — польский дворянский герб.
Согласно родовой легенды, род Крошинских пошёл от князя Вигунда, сына Великого князя Литовского Ольгерда Гедиминовича; род имел владения в Смоленском княжестве и в начале XVI века переселился в Литву.

## Описание
В красном поле ворота, с сторожевою башнею о трех зубцах.

## Герб используют
5 родов
Kroszyński, Krószyński, Lichtarowicz, Lichtarski, Lichtarzewski